# Pyrrhus van Epirus
Pyrrhus I of Pyrrhos I (Grieks: Πύρρος, Purrhos), geboren rond 318 v.Chr. en gestorven in Argos in 272 v.Chr., was koning van Epirus en wordt gezien als een van de beste generaals uit zijn tijd.
Pyrrhus had net als zijn neef Alexander de Grote erg grote ambities. Hij was een van de meest te duchten tegenstanders uit het begin van het oude Rome. Nadat hij het grondgebied van Epirus uitgebreid had, werd hij koning van Macedonië en Thessalië, maar gaf deze gebieden later weer op. Daarna ging hij op expeditie tegen de Romeinen, tegen wie hij de Slag bij Heraclea (280 v.Chr.) en de Slag bij Asculum (279 v.Chr.) won. Hij marcheerde naar de stad Rome zelf, en bereikte bijna de capitulatie van de stad. Ondertussen werden de Grieken op Sicilië echter bedreigd door de Carthagers, en ze riepen zijn hulp in. Ook hier had Pyrrhus veel succes, maar uiteindelijk besloot hij om zijn veldtocht tegen de Romeinen verder te zetten. De Slag bij Beneventum (275 v.Chr.) eindigde echter onbeslist en Pyrrhus keerde terug naar Epirus. Toen hij een veldtocht tegen Sparta begon, werd hij teruggedreven van de stad en gedood in Argos.

## Biografie

### Jeugd

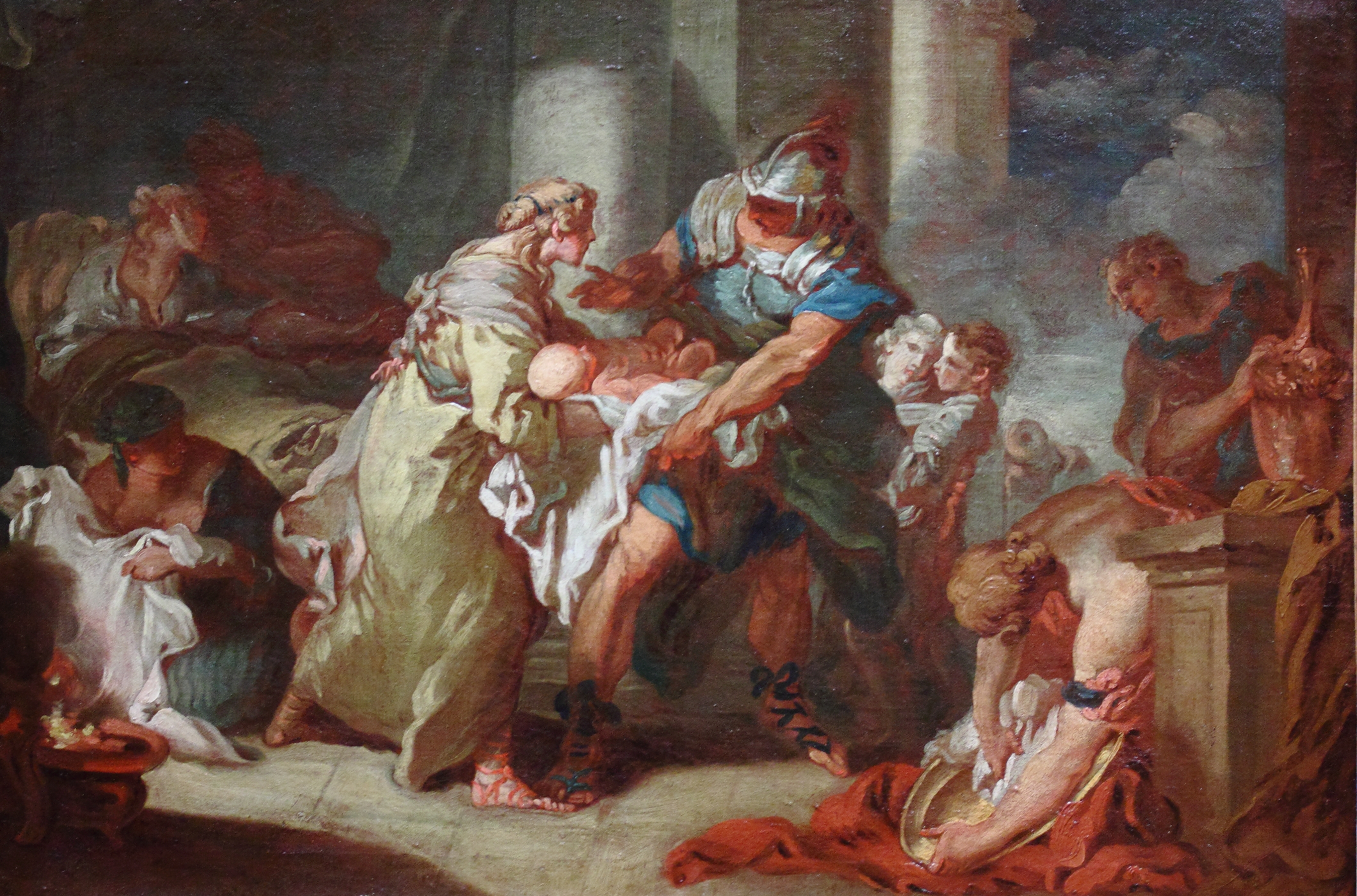
De jonge Pyrrhus wordt gered, François Boucher, musée des beaux-arts de Rennes

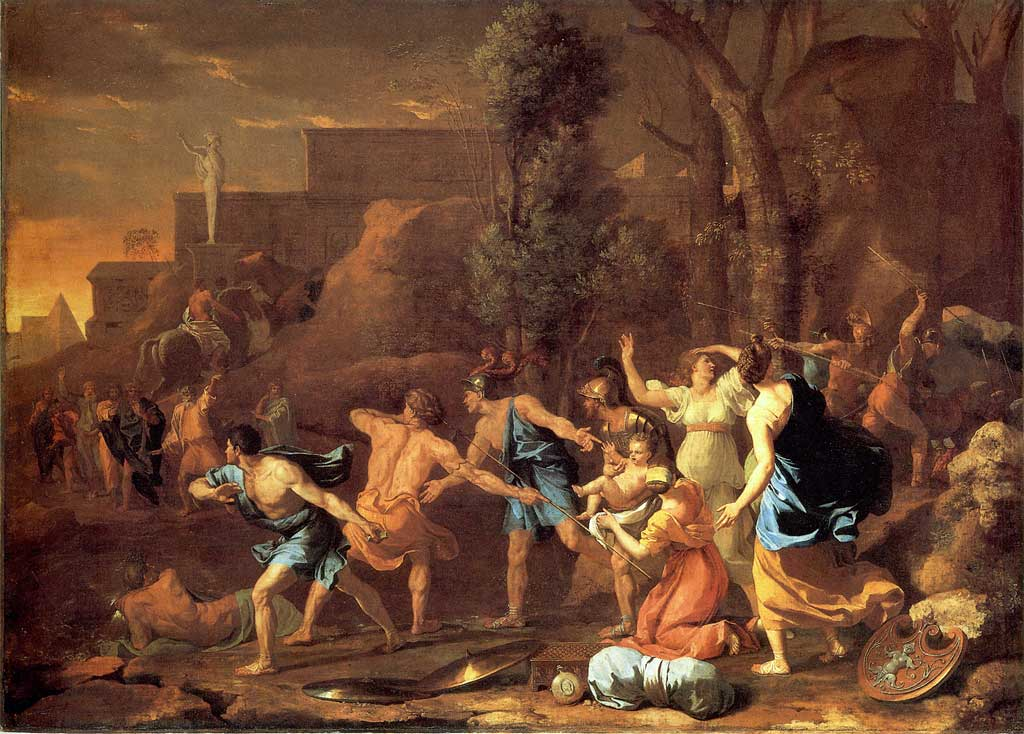
De jonge Pyrrhus wordt gered, Nicolas Poussin, Louvre

De vader van Pyrrhus, Aeacides, de koning van Epirus, zei dat hij afstamde van Achilles en gaf zijn twee dochters en zoon ook de namen die de held aan zijn kinderen had gegeven: zijn oudste dochter heette Deidamia, zijn jongste dochter Troas en zijn zoon Pyrrhus. De moeder van Pyrrhus, Phthia, was de dochter van Menon van Thessalië, een held uit de Lamische Oorlog. Toen Aeacides verdreven werd uit zijn koninkrijk, werd de jonge Pyrrhus van nog maar 2 jaar oud ondergebracht bij Glaucias, een koning van Illyrië. Glaucias zorgde voor Pyrrhus tussen zijn eigen kinderen. Pyrrhus kende tussen 317 tot 307 v.Chr. zonder zijn koninkrijk en buiten zijn vaderland het harde leven van de Illyriërs, maar hij was niet blij met zijn ballingschap; het is waarschijnlijk dat Pyrrhus in die tijd het idee kreeg dat hij wraak moest nemen.
Glaucias liet Pyrrhus later naar het hof van Antigonos I Monophthalmos en Demetrius Poliorcetes gaan. Op twaalfjarige leeftijd, tussen 307 en 306 v.Chr., werd hij door hen opnieuw op de troon geholpen. Daarna trouwde de zus van Pyrrhus, Deidamia, met Demetrius. Vier jaar later werd Pyrrhus echter opnieuw gedwongen in ballingschap te gaan; toen Pyrrhus als gast was bij het huwelijk van een dochter van Glaucias, kwamen de Epiroten in opstand tegen hun koning, jaagden zijn aanhangers op en plunderden zijn schatkist. Zijn neef Neoptolemus, die eerder zijn vader van de troon gestoten had, kreeg de macht. Pyrrhus ging opnieuw naar Antigonos en Demetrius, zijn schoonbroer. Hier voltooide Pyrrhus zijn politieke en militaire opleiding, en hij werd ingeleid in de Macedonische legertactieken. Hij vocht aan hun zijde tijdens de Slag bij Ipsus (301 v.Chr.), waar hij zijn moed en waarde toonde, en zich aankondigde als een groot legeraanvoerder. Demetrius stelde hem daarom aan als gouverneur van Argolis, Arcadië en Achaea.
Om het wantrouwen van zijn tegenstanders te verminderen werd Pyrrhus in 298 v.Chr. als gijzelaar naar Egypte gestuurd in verband met het vredesverdrag tussen Demetrius en Ptolemaeus. Pyrrhus kon zich goed vinden in de verfijnde levenswijze aan het Egyptische hof van Alexandrië. Hij blonk uit met zijn atletische prestaties in het gymnasion. Hij verkreeg de gunst van koningin Berenice I, van wie hij mocht trouwen met haar dochter Antigone. Antigone gaf Pyrrhus een zoon, Ptolemaeus, maar stierf waarschijnlijk bij de geboorte. Op politiek gebied verkreeg Pyrrhus dankzij deze huwelijksalliantie van Ptolemaeus financiële hulp en troepen om zijn koninkrijk te heroveren, maar dit was wel op voorwaarde dat hij in de toekomst Demetrius zou tegenwerken. Pyrrhus keerde terug naar Epirus in 297 v.Chr.; Neoptolemus, geïntimideerd door de versterkingen en subsidies van de Egyptische koning, zag zich gedwongen de macht met Pyrrhus te delen. Kort daarna, in 296 v.Chr., in de angst dat hij vergiftigd zou worden, liet Pyrrhus Neoptolemus vermoorden tijdens een ceremonie. Niemand veroordeelde deze moord. Pyrrhus werd enige koning van Epirus en bleef het van 296 tot 272 v.Chr. In 295 v.Chr. trouwde hij met Lanassa, de dochter van de tiran van Syracuse, Agathocles. Dankzij dit huwelijk verkreeg hij de eilanden Leukas en Korkyra. Later kreeg hij een zoon met haar, Alexander.

### Eerste jaren van heerschappij
Als koning nam Pyrrhus eerst de binnenlandse aangelegenheden van Epirus onder handen. Hij stelde hetzelfde rechtssysteem als dat van Athene in. Hij beval de herders in de bergen een keuze te maken tussen welke soorten ze zouden hoeden en hij verbood het dat kinderen onder de vier jaar zelf een kudde hoedden. Deze maatregelen bereikten het beoogde effect: de economie rond de herders kende een zekere welvaart, en Epirus kreeg een erg grote veestapel. Het is waarschijnlijk dat Pyrrhus ook beroep deed op de bergbewoners om in zijn leger te dienen. Hij hervormde ook het leger zelf; waar de soldaten vroeger enkel lichtbewapend waren met werpsperen, werd er een falanx gevormd naar Macedonische stijl. Pyrrhus integreerde ook krijgsolifanten in zijn leger. Uiteindelijk leerde hij zijn soldaten ook versterkingen op te zetten, die misschien op hetzelfde model gebaseerd waren als de Romeinse kampen.
In 295 v.Chr. waren er interne strubbelingen in Macedonië. De twee zonen van Kassander, Antipater en Alexander wilden beide de kroon. Deze laatste deed een beroep op Pyrrhus, die zich liet meeslepen in de daaropvolgende burgeroorlog. Door te helpen in de oorlog kon Epirus Parauia, Atintanië, Tymphaia, de kust tussen Apollonia en Epidamnos, Athamanië, Amphilochië, Acarnanië en de stad Ambracia annexeren. Pyrrhus maakte van deze laatste stad de hoofdstad van zijn rijk. Zo werd het grondgebied van Epirus van 8000 tot 20.000 vierkante km uitgebreid. Nu Epirus beschikte over een lange kust met veel havens en de schepen die zijn vazalstaat Korkyra gaf, kon het relaties onderhouden met de Grieken in Magna Graecia en Syracuse. Dankzij dit werd het land veel minder afhankelijk van Macedonië en werd het veel rijker. Pyrrhus was, net als de meeste hellenistische heersers, polygaam; hij trouwde in 292 v.Chr. met Bircenna, de dochter Bardylis II, een heerser van Illyrië. Hierna trouwde hij met een dochter van Audoleon, de koning van de Paeoniërs, waardoor ook de band met de landen aan zijn grenzen verstevigd werden. Pyrrhus kreeg bij Bircenna zijn derde zoon, die hij Helenus noemde. Omdat Lanassa het niet kon verdragen dat Pyrrhus nu ook 'barbaarse' vrouwen had, scheidde ze van hem, en in 290 v.Chr. trouwde ze met Demetrius Poliorcetes.
Op dat moment begon Pyrrhus, die toen hoogstens 10.000 soldaten onder zijn bevel had, zijn expansiepolitiek. Hij keerde zich tegen zijn oude bondgenoot Demetrius, die net Alexander van Macedonië had laten vergiftigen en diens land was binnengevallen. Met de hulp van de opstandige Thebanen en Aetoliërs versloeg Pyrrhus in 290 v.Chr. Pantauchus, een generaal van Demetrius. Deze slag vond plaats ergens in Aetolië. In deze slag werd Pyrrhus' moed nog maar eens duidelijker. Daarna stak hij de pas van Metsovo over, bereikte het meer van Castoria, veroverde Edessa en maakte zich zo meester van de helft van het koninkrijk Macedonië. In de lente van 288 v.Chr. verbrak Pyrrhus de vrede die hij enkele maanden daarvoor gesloten had met Demetrius, en bij Beroia deserteerden Demetrius' soldaten en sloten zich aan bij de Epiroot. Enkele maanden later kwam hij Athene binnen als bevrijder; de Atheners gaven hem een standbeeld. In de lente van 287 v.Chr. viel Pyrrhus Thessalië binnen, waar hij de troepen van Antigonus Gonatas, de zoon van Demetrius, op de vlucht joeg. Zo werd Pyrrhus, de koning van Epirus, in 286 v.Chr. ook koning van Macedonië en Thessalië.
Maar deze snelle veroveringen van een verdeeld land verzwakte de macht van Pyrrhus: in 285 v.Chr. slaagde de koning van Thracië, Lysimachus, erin Oost-Macedonië en Thessalië te veroveren. Daarna wijdde Pyrrhus zich aan het verder perfectioneren van zijn leger. Nadat Lysimachus verslagen was door Seleucus, werd Ptolemaeus Ceraunus koning van Macedonië in augustus/september 281 v.Chr., nadat hij zelf Seleucus had vermoord. Pyrrhus kreeg van hem genoeg geld om 5.000 infanteristen, 400 cavaleristen en twintig olifanten te financieren. Pyrrhus gebruikte ze tijdens de winter van 281/280 v.Chr. om een groot invasieleger op de been te brengen: de Tarentijnen, bedreigd door de uitbreidende Romeinse Republiek, stuurden een delegatie naar Epirus en overhaalden hem om hen te helpen. Zoals Plutarchus zegt: "aangezien hij degene was van alle koningen die het meest tijd had en het meest voor oorlog voelde." De Griekse biograaf beschrijft de gebeurtenissen die tot de alliantie tussen de koning van Epirus en de Grieken uit Magna Graecia leidde:

En zo werd het decreet aangenomen, en ze [de Tarentijnen] stuurden ambassadeurs naar Pyrrhus, niet enkel in hun eigen naam, maar ook voor de Italische Grieken. Deze brachten geschenken naar Pyrrhus, en vertelden hem dat ze een leider met een goede reputatie nodig hadden, en dat hij daar grote legers zou vinden uit Lucanië, Messapië, Samnium, en Tarentum, en dat het zou tellen tot 20.000 ruiters en 350.000 infanteristen alles samengeteld. Dit bracht niet enkel Pyrrhus in vervoering, maar inspireerde ook de Epiroten met een grote ongeduldigheid om de expeditie te ondernemen.
— Plutarchus, Parallelle Levens, Pyrrhus, 13

Voor deze alliantie kunnen de troepen van Pyrrhus al 26.000 infanteristen, 2.000 boogschutters, 5.000 slingeraars en 50 olifanten bedragen hebben.

### Oorlog tegen Rome

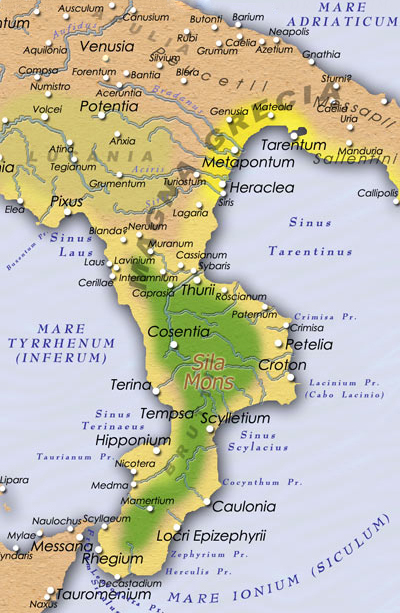
Magna Graecia in 280 v.Chr.

Pyrrhus was voor de keuze gesteld: ofwel de kampioen van het hellenisme worden tegen de barbaren uit het westen, ofwel een rijk voor zichzelf opbouwen in Italië. Pyrrhus besloot dat laatste te doen en tussenbeide te komen in Magna Graecia. De filosoof Cineas probeerde hem echter op andere gedachten te brengen. Daarop volgde de beroemde dialoog die verteld werd door Plutarchus in zijn Leven van Pyrrhus. De Epirotische koning bleef echter achter zijn besluit staan. Hij begon zijn leger voor te bereiden op de nakende veldtocht: nadat hij de Epirotische contingenten en de Macedoniërs die gestuurd waren door Ptolemaeus Ceraunus getraind had, verzamelde hij in Korkyra oorlogs- en transportschepen op zijn leger over te zetten naar Italië. Verder was hij ook nog bezig met diplomatie met zijn Tarentijnse bondgenoten. Uiteindelijk slaagde hij erin hen te overhalen een Epirotisch garnizoen in de citadel van de stad toe te staan. Hij stuurde ook Cineas als ambassadeur naar die stad. Hij verkreeg ook schepen van Antigonus Gonatas en geld van Antiochus. Hij ging zelfs naar het orakel van Delphi, dat hem een schijnbaar positief antwoord gaf, maar eigenlijk was het dubbelzinnig: "Ik zeg, Aeacide, dat je de Romeinen kan overwinnen." ofwel het omgekeerde: "Ik zeg, Aeacide, dat de Romeinen je kunnen overwinnen." ("Aio te, Aeacida, Romanos vincere posse", Quintus Ennius). Pyrrhus vertrok naar Italië in mei 280 v.Chr. Zijn vloot kwam in een storm te zitten, waardoor enkele schepen uit koers geraakten en de hoofdvloot niet meer konden terugvinden. Toen Pyrrhus echter aankwam in Tarentum, wierf hij de jonge Tarentijnen aan in zijn leger, sloot het gymnasion en het theater van de stad, verbood symposia en legde de stad erg impopulaire belastingen op. Verschillende stammen, waaronder de Lucaniërs, Bruttii en Messapiërs sloten zich bij hem aan, waardoor maximum 35.000 man aan Pyrrhus' leger toegevoegd werd.
Op de vlakten aan de kust van de Golf van Tarentum kwam het al tot een eerste gevecht tussen Pyrrhus en de Romeinse legioenen, die onder leiding stonden van consul Publius Valerius Laevinus; de Slag bij Heraclea werd geleverd op de rechteroever van de rivier de Sinni op het einde van de zomer van 280 v.Chr. De slag kon heel lang beide kanten op. Uiteindelijk werden de Romeinse linies doorbroken door een gecombineerde charge van de olifanten en van de Thessalische cavalerie van Pyrrhus; de Romeinen panikeerden en sloegen op de vlucht. Zevenduizend Romeinen waren gesneuveld en veel van hen waren gevangen genomen. Pyrrhus had ongeveer 4.000 soldaten verloren. Na de slag liep de Griekse stad Croton over naar Pyrrhus en ook de stad Locri verdreef het Romeinse garnizoen in hun stad. Later kwam een Romeinse ambassade onder leiding van Gaius Fabricius Lusinus onderhandelen over de gevangenen. De onderhandelingen mislukten, en Pyrrhus gaf Cineas de opdracht om ze verder te zetten in Rome, om uiteindelijk vrede en vriendschap te sluiten met de Romeinen. Dit voorstel werd echter verworpen door de onbuigzame senator Appius Claudius Caecus. Hij kon de meerderheid overtuigen om verder te gaan met de oorlog met een vurige toespraak. Pyrrhus bracht de winter door in Campanië en bereidde zich voor op een tweede veldtocht.

Pyrrhus' veldtochten in Italië

In de lente van 279 v.Chr. kwam Pyrrhus' leger weer in beweging. Hij bezette Canusium, Arpi en Venosa. De twee Romeinse consuls, Publius Sulpicius Saverrio en Publius Decius Mus, vertrokken naar het zuiden om Pyrrhus tegen te houden; de slag die volgde begon bij Asculum en duurde de volledige dag, zonder dat de Romeinse linies doorbroken konden worden. Nadat Pyrrhus zich teruggetrokken had, begingen de Romeinen de fout hun posities te verlaten en hun kamp te heroveren; 's nachts stuurde de koning detachementen weg en bij zonsopkomst begon de strijd opnieuw. Pyrrhus, die in de voorste linies vocht, slaagde er uiteindelijk in die van de Romeinen te doorbreken. Toen hij zijn olifanten en daarna zijn cavalerie liet chargeren, sloegen de Romeinen op de vlucht. Consul Publius Decius Mus sneuvelde. Voor deze tweede overwinning op de Romeinen in de Slag bij Asculum in september 279 v.Chr. had Pyrrhus echter een hoge prijs moeten betalen: volgens schattingen bedroegen zijn verliezen tussen 3.500 en 15.000 man, wat hem ervan af hield om zijn vijand te achtervolgen en verder op te marcheren naar Rome. Hij zou na deze slag zelfs gezegd hebben: "Als we nog één zo'n slag tegen de Romeinen winnen, is het helemaal met ons gedaan!" (ἂν ἔτι μίαν μάχην Ῥωμαίους νικήσωμεν, ἀπολούμεθα παντελῶς, Plutarchus, Pyrrhus, 21, 9) Deze overwinning van Pyrrhus gaf de naam aan de uitdrukking 'een pyrrusoverwinning', wat wil zeggen dat je een overwinning hebt behaald die zoveel inspanning heeft gekost dat het dezelfde uitwerking heeft als een nederlaag. Cineas werd opnieuw gestuurd als ambassadeur naar Rome met vredesvoorstellen. Plutarchus vertelt dat senator Appius Claudius Caecus zich naar de senaat liet brengen om zijn collega's te overtuigen de vredesvoorstellen te weigeren, zonder zelfs de vernedering te ondergaan zelfs over dat voorstel na te denken. Hij slaagde er ook in om ze wederom te overtuigen.

### Veldtocht op Sicilië

Griekse steden (rood) en Carthaagse nederzettingen (paars) op Sicilië

Op het einde van de herfst van 279 v.Chr. kreeg Pyrrhus weer twee voorstellen; de Griekse steden Syracuse, Agrigentum en Leontinoi op Sicilië vroegen hem om de Carthagers te verdrijven van het eiland, terwijl ondertussen ook de Macedoniërs, van wie de koning Ptolemaeus Ceraunus gesneuveld was tijdens een invasie van de Galaten, hem voorstelden om koning van hun land te worden. Pyrrhus besloot zijn positie in Italië niet te verlaten, met de gedachte dat de Kelten al spoedig weer uit Griekenland zouden vertrekken. Cineas, die gezonden was naar het eiland om informatie te vergaren over de situatie van de Griekse steden, gaf hem een positief verslag. Daarom ging Pyrrhus naar Sicilië. Hij zei de Tarentijnen dat hij als overwinnaar zou terugkeren om hen later te helpen tegen de Romeinen. Hij liet in de stad een van zijn beste luitenants achter, Milon, en plaatste zijn zoon Alexander in Locroi. Aan het einde van de zomer van 278 v.Chr. voer hij van Tarentum naar Locroi en van daaruit naar Tauromenium of Catana. Zijn leger bestond slechts uit 8.000 infanteristen en een duizendtal cavaleristen, want Pyrrhus had de steden in Magna Graecia niet volledig onbewaakt willen achterlaten. Bovendien rekende hij ook op de Siciliërs zelf om zijn troepensterkte aan te vullen.
De Carthagers hadden sinds de lente van 278 v.Chr. Syracuse belegerd door het zowel ter land als ter zee te blokkeren, terwijl hun bondgenoten, de Mamertijnen, Messina en de Campaniërs Rhegium bezet hielden. Pyrrhus werd warm onthaald door de tiran van Tauromenium, Tyndarion, die hem een eerste contingent soldaten afstond. Toen ze hoorden over Pyrrhus' aankomst hieven de Carthagers en hun huurlingen het beleg van Syracuse op. De leiders van de stad, Thoinon en Sostratos, gaven Pyrrhus het kleine eiland Ortygia en de rest van Syracuse. Ook Catana, Leontinoi en Agrigentum sloten zich aan bij Pyrrhus, waardoor de Epirotische koning zich versterkt zag worden met soldaten, mariniers en schepen. Ze benoemden hem tot koning van Sicilië.
Tijdens de herfst en winter van 278/277 v.Chr. nam Pyrrhus in Syracuse economische en militaire bepalingen: hij voerde een hervorming in de munt door die de lokale munt op gelijke lijn stelde met de Attische en die uit de Romeins-Campanische regio's om er zo voor te zorgen dat Syracuse gemakkelijker handel kon drijven met haar buren; hij rekruteerde verder ook nieuwe Siciliaanse rekruten. In de lente van 277 v.Chr., nadat hij de stad Henna zich aan hem had onderworpen, ging hij naar Agrigentum, dat zijn Carthaagse garnizoen verdreven had. Pyrrhus bracht al zijn troepen naar die plaats. Nu beschikte hij over 30.000 infanteristen en 2.500 ruiters. Verder had hij ook nog krijgsolifanten en belegeringsmachines. De Griekse steden die onderworpen waren door Carthago liepen een voor een over naar hem: eerst Heraclea Minoa, daarna Agonai, Selinous, Halicyae en Segesta. Hij maakte zich meester van het fort op de berg Eryx, het belangrijkste Punische fort op Sicilië. Plutarchus schrijft over Pyrrhus' moed in de gevechten:

Hij beval dat de trompetten geluid moesten worden, dreef de barbaren op de vlucht met zijn projectielen en bracht de belegeringsladders aan, en hij was de eerste die de muren beklom. De vijanden tegen wie hij vocht waren met veel; hij duwde sommigen van hen van de muur aan beide kanten, maar de meesten legde hij dood in hopen rond hem met slagen van zijn zwaard.
— Plutarchus, Leven van Pyrrhus, 22, 4, 5

Kort daarna behaalde hij twee andere successen: hij veroverde Aitia, ten zuidwesten van Panormus, en een citadel op de berg San Pellegrino dicht bij Panormus. Door deze beslissende overwinningen restte de Carthagers nog slechts een stad: Lilybaeum. Hierdoor begonnen de Carthagers te vragen om vrede. Pyrrhus beging toen de fout zijn troepen te verspreiden om tegen de Mamertijnen bij Messina te gaan vechten. Hierdoor kregen de Carthagers de tijd om hun fortificaties voor Lilybaeum te versterken, en om er voorraden, munitie en katapulten binnen te brengen.

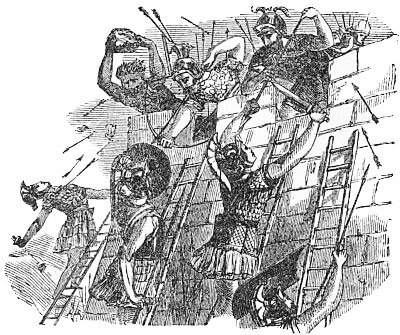
De aanval van Pyrrhus op Lilybaeum, Jacob Abbott. Illustratie uit 1901

In de zomer van 277 v.Chr. begon Pyrrhus de onderhandelingen met Carthago. Maar ondanks dat de Carthagers bereid waren offers te maken in ruil voor vrede, verbrak Pyrrhus deze weer. Het waren de Griekse steden op Sicilië die Pyrrhus dwongen te weigeren omdat Carthago nog het fort van Lilybaeum controleerde, op de westelijke punt van het eiland. Daarom begon hij de stad te belegeren en lanceerde er twee aanvallen op voordat hij zich realiseerde dat hij de stad nooit zou kunnen innemen zonder ze ook vanop zee te blokkeren.
Daarom vroeg hij mannen en geld aan de Griekse steden om een vloot op te bouwen. De Grieken wilden dit echter niet doen, en daarom eiste hij dit op door zich te verklaren tot militaire dictator van Sicilië en garnizoenen te legeren in de steden om zich zo van hun gehoorzaamheid te verzekeren. Hij liet zelfs zijn oude bondgenoot uit Syracuse, Thoinon, liquideren, omdat hij dacht dat hij zich tegen hem verzette. Sostratos kon slechts zijn dood ontlopen door op de vlucht te slaan. Deze acties maakten hem erg onpopulair en vervreemdden hem zo van de Griekse steden dat ze de Carthagers voorstelden om zich bij hen aan te sluiten. Carthago stuurde daarom een nieuw leger om Pyrrhus te verslaan, maar de Epirotische koning versloeg het. Ondanks deze overwinning bleven de Sicilianen hem vijandig gezind, zo erg zelfs dat Pyrrhus eraan begon te denken het eiland te verlaten. In de herfst van 276 v.Chr. of de lente van 275 v.Chr. kwamen gezanten uit Magna Graecia bij Pyrrhus om hem te informeren dat de Griekse steden in Italië veroverd waren door de Romeinen, met uitzondering van Tarentum. Pyrrhus besloot daarom Sicilië te verlaten. Toen hij op zijn schip stapte, zou hij aan zijn vrienden gezegd hebben:

Mijn vrienden, wat een slagveld voor Carthagers en Romeinen laten wij achter ons!
— Plutarchus, Leven van Pyrrhus, 23, 6

### Terugtocht uit Italië
Pyrrhus keerde onverstandig genoeg terug naar Italië via de zwaarbewaakte Straat van Messina, waar een sterk Carthaags eskader hem plots aanviel. Van zijn 110 oorlogsmachines verloor hij er 98. Daarbovenop viel het grote schip met 9 rijen roeibanken dat de koning naar Italië had meegebracht in de handen van de Carthagers. Dit debacle, dat echter zijn oorlogspolitiek niet veranderde, werd gevolgd door andere tegenslagen: Pyrrhus deed tevergeefs een geïmproviseerde aanval op Rhegium, dat bezet werd door een Campanisch garnizoen. Verder liep hij in het Silagebergte in een hinderlaag van 10.000 Mamertijnen, waarin hij een groot aantal soldaten verloor. Hij kon ook zijn nieuwe soldaten gerekruteerd in Bruttium niet betalen, waardoor hij tempel van Persephone in Locri plunderde. Dit was voor de Grieken heiligschennis van de ergste soort. Uiteindelijk bereikte Pyrrhus Tarentum. Terwijl hij oorlog aan het voeren was op Sicilië tegen de Carthagers hadden de Romeinen de tijd gehad om een nieuw leger op de been te brengen en steeds meer grondgebied van de Italische Bond af te nemen, in het nadeel van de Bruttii, Lucanii en Tarentijnen. Een Romeins leger onder consul Cornelius Lentulus Caudinus had zelfs al Lucanië bereikt, terwijl de tweede consul, Curius Dentatus, Samnium doorkruiste om Pyrrhus de weg te versperren. Deze vroeg militaire en financiële hulp aan Antigonus Gonatas, de koning van Macedonië, maar deze antwoordde niet. Hij vroeg ook tevergeefs de hulp van Ptolemaeus II en van de Seleuciden. Ondanks dat alles, en het feit dat hij in de minderheid was tegen de Romeinen, viel Pyrrhus toch het leger van Curius aan, dat zich bevond op hoger gelegen terrein. In de slag die volgde op de vlakte, niet ver van Beneventum (eigenlijk heette het Malventum, maar omdat dit negatief klonk, hebben de Romeinen de stad later Beneventum genoemd.), behaalden de Romeinen de overwinning op een van hun flanken, terwijl Pyrrhus erin slaagde door de andere vleugel te breken, waarvan de soldaten zich gedwongen zagen zich terug te trekken naar het kamp. Uiteindelijk moest ook Pyrrhus zich terugtrekken doordat zijn op hol geslagen olifanten zijn eigen soldaten aanvielen. Daarom besloot hij in de herfst van 275 v.Chr. een punt te zetten achter zijn veldtocht in Italië, terug te keren naar Epirus en al zijn veroveringen op te geven. Hij had nog slechts 8.000 infanteristen, 500 cavaleristen en wat overbleef van zijn olifanten bij zich. Hij liet zijn zoon Helenos echter wel achter in Italië en zijn luitenant Milon in Tarentum.

### Van Macedonië tot aan de Peloponnesos

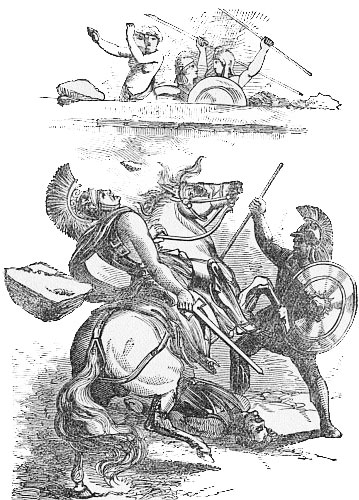
De Dood van Pyrrhus, Jacob Abbott. Illustratie uit 1901

Na teruggekeerd te zijn in Epirus bleef Pyrrhus niet lang bij de pakken zitten. Hij koos opnieuw het oorlogspad en viel in 273 v.Chr. Macedonië binnen om dat land te plunderen. Maar Pyrrhus behaalde onvoorziene successen, en verkreeg dankzij zijn gemakkelijke overwinning de troon van Macedonië. Hij had heel Macedonië en Thessalië veroverd, maar Antigonus had wel nog steeds de kuststeden onder zijn controle. Maar Pyrrhus was ambitieus en bereidde zich al voor op nieuwe veldtochten. Daarom liet hij zijn zoon Ptolemaeus de macht uitoefenen in Macedonië. Verder maakte hij ook een grote fout door het feit dat hij een oogje dichtkneep toen zijn huurlingen de tombes van Philippus II en Alexander de Grote in Aigai plunderden.
Het volgende jaar (272 v.Chr.) vroeg de Spartaan Cleonymus Pyrrhus om Sparta aan te vallen en hem daar op de troon te plaatsen. Pyrrhus ging in op dit voorstel in de hoop zo de controle over de Peloponnesos voor zichzelf op te eisen. De Achaeïsche Bond en Elis sloten zich bij hem aan, maar de Aetolische Bond bleef neutraal. Hij liet zijn zoon Alexander terugkeren uit Sicilië en zijn zoon Helenus uit Italië, met alle troepen die daar gelegerd waren. Hij riep ook Ptolemaeus terug uit Macedonië. In de lente van 272 v.Chr. kwam hij aan in Megalopolis aan het hoofd van 27.000 man en een twintigtal olifanten. Kort daarna bereikte hij Sparta. Maar zijn aanval op de stad stuitte op een onverwachte tegenstand, waaraan zelfs de vrouwen meededen. Verder ontving Sparta ook versterkingen uit Messene en Argos. Pyrrhus raakte gewond en hief het beleg op. Op dat moment liep Macedonië opnieuw over naar Antigonus Gonatas, die nu ook op pad was om de Epirotische koning te verslaan.
Pyrrhus gaf zijn eerste plan op, en maakte van de gelegenheid gebruik tussenbeide te komen in een intern conflict in Argos. Langs de route door Tegea bereikte hij de stad, maar hij werd echter telkens aangevallen door de troepen van koning Areus I van Sparta. In de loop van deze gevechten sneuvelde zijn oudste zoon Ptolemaeus. Toen hij 's nachts uiteindelijk Argos binnengekomen was, veroorzaakte de duisternis enorm veel verwarring. Pyrrhus gaf bevel tot de terugtocht, maar dat werd omgekeerd geïnterpreteerd door zijn zoon Helenus. Hij leidde de rest van het leger en de olifanten de stad in, wat voor chaos zorgde. In de gevechten sneuvelde Pyrrhus. Hij werd geraakt op zijn hoofd door een dakpan die geworpen was door de oude moeder van een Argeïsche soldaat. Hierdoor viel Pyrrhus van zijn paard, waarop een soldaat van Antigonus Gonatas met de naam Zopyras hem prompt onthoofdde. De Macedonische koning liet het lichaam van Pyrrhus cremeren en plaatste de as in een urne in een tombe in Ambracia.

## Nageslacht
Pyrrhus heeft zonder twijfel een dochter, Olympias, bij zijn eerste vrouw. Olympias was de vrouw van zijn halfbroer Alexander II van Epirus. Hij had verder drie zonen bij verschillende moeders:
- Bij Antigone, de dochter van Berenice I en ene Philippus: Ptolemaeus van Epirus
- Bij Lanassa van Syracuse, de dochter van Agathocles van Syracuse: Alexander II van Epirus, zijn opvolger
- Bij Bicernna van Illyrië, de dochter van Bardillis, de koning van Illyrië: Helenus van Epirus

Volgens Plutarchus zou Pyrrhus gezegd hebben toen hem gevraagd werd aan wie hij zijn koninkrijk zou nalaten: "Aan de zoon wiens zwaard het scherpst was."

## Nalatenschap
De persoonlijkheid van Pyrrhus werd dikwijls omschreven als avontuurlijk, maar doorgaans komt men overeen door hem te erkennen als een van de grootste oorlogshelden die Griekenland ooit heeft gekend: Athene richtte een standbeeld in zijn eer op, een burger van Elis deed hetzelfde op de heilige grond van Altis en een ander standbeeld werd opgericht in de stad Callipolis om zijn moed en weldaden te eren. Zijn onderdanen en soldaten hielden van hem; ze gaven hem de bijnaam "de Arend" en hij werd gezien als een kampioen van Zeus vanwege het donderend karakter van zijn offensieven.
Hoewel hij een autoritaire commandant was en dikwijls geen mededogen kende, wordt Pyrrhus beschouwd als een van de grootste generaals uit de oudheid. Volgens Appianus plaatste Hannibal Pyrrhus op de tweede plaats, achter Alexander de Grote, toen hem gevraagd werd naar de beste commandanten ooit (Appianus, De Syrische Oorlogen, 10-11). Volgens Plutarchus werden zijn oorlogszuchtige daden aangewakkerd door de onrust in zijn geest:

Hij was altijd de ene hoop na de andere aan het najagen, zag zijn successen als het startpunt voor andere successen en hij was vastbesloten zijn mislukkingen goed te maken met nieuwe ondernemingen. De nederlaag zette nooit minder dan de overwinning een einde aan zijn eigen onrust of aan zijn verontrusten van anderen.
— Plutarchus, Parallelle Levens, Pyrrhus, 30, 2

Justinus had zelfs in Pyrrhus de neiging ontdekt om zijn plezier te zoeken in de oorlog om de oorlog zelf, eerder dan anderen die oorlogvoeren om grote rijken te creëren:

"Neque illi maior ex imperio quam ex bello voluptas erat." ("Niets uit een rijk was voor hem grootser dan het genoegen uit de oorlog.")
— Justinus, Epitome historiarum Trogi Pompeii, boek XXV, hoofdstuk IV

Pyrrhus' grootste zwaktes als generaal waren dat hij zijn inspanningen niet op één punt focuste en dat hij er niet in slaagde zijn schatkist goed gevuld te houden doordat hij rekende op dure huurlingen. De veldtocht in Italië van Pyrrhus was de enige echte kans die ooit aan Griekenland gegeven werd te voorkomen dat de Romeinen het Middellandse Zeegebied zouden domineren. Maar in plaats van zich bij elkaar aan te sluiten bleven de verschillende hellenistische koninkrijken tegen elkaar vechten, waardoor de militaire en financiële kracht van Griekenland en Macedonië verkleind werd. Een eeuw later waren Griekenland en Macedonië in de handen van Rome gevallen en kwam de hellenistische periode aan zijn einde.
Pyrrhus schreef zijn eigen memoires op; hieruit hebben Plutarchus en Denys van Halicarnassus hun informatie gehaald; hij was ook de auteur van enkele boeken over de kunst van oorlogsvoering. Hoewel al deze boeken verloren zijn, bevestigt Plutarchus dat ze Hannibal geïnspireerd hebben en dat Cicero er zijn lof over uitsprak.

## Het dovemansgesprek tussen Pyrrhus en Cineas
Plutarchus vermeldt de beroemde dialoog waarin Cineas, de Thessalische filosoof die Pyrrhus' favoriete adviseur was, de koning op andere gedachten probeerde te brengen dan zich in te laten met een grote veroveringstocht in het westen, van Italië tot Sicilië en Carthaags Afrika (Plutarchus, Parallelle Levens, Pyrrhus, 14). Deze dialoog was beroemd gedurende de volledige oudheid en vond een echo bij Cassius Dio, Themistius en Stobaeus. Ook modernere auteurs, zoals Blaise Pascal, verwezen er soms naar.

## Antieke bronnen
- Plutarchus, Parallelle Levens, Pyrrhus.
- Appianus, Geschiedenis van de Samnitische oorlog (fragmenten van verschillende bronnen).
- Justinus, Epitome.
- Livius, Periochae XII-XV.

## Verder lezen
- J. Abbott, Pyrrhus, New York, 1902 (= 1854). (Engels; publiek domein)
- P.R. Franke, Pyrrhus, in CAH VII 2, 19902, pp. 456-485.
- H. Gowen, art. Pyrrhus of Epirus (318/9?-272 BC), in Hannibal Barca and the Punic Wars (2005).
- W. Smith, art. Pyrrhus, in W. Smith (ed.), A dictionary of Greek and Roman biography and mythology, III, Boston, 1867, pp. 610-616.